# Mighty Times: The Children’s March
Mighty Times: The Children’s March ist ein US-amerikanischer Dokumentar-Kurzfilm von Robert Houston aus dem Jahr 2004. Erzählt wird von der Kinderdemonstration in der US-amerikanischen Stadt Birmingham während der Rassenunruhen im Jahr 1963. Mighty Times erhielt 2005 einen Oscar in der Kategorie Bester Dokumentar-Kurzfilm.

## Handlung
Nach der Inhaftierung und Wiederfreilassung Martin Luther Kings in Birmingham, Alabama im Jahr 1963 stockten die Proteste der schwarzen Bevölkerung gegen die Rassentrennungsgesetze. Grund für die schwarzen Kinder und Jugendlichen der Stadt, sich zu organisieren und am 2. Mai 1963 um Punkt elf Uhr zu Tausenden die Schulen zu verlassen und in Gruppen in das Stadtzentrum von Birmingham zu marschieren. Die Stadtoberen fühlten sich davon provoziert und ließen die Demonstranten von der Polizei in Gewahrsam nehmen. Nachdem die Gefängnisse überfüllt waren, wurden hunderte von Kinder und Jugendliche im Freien in provisorisch eingerichteten Lagern interniert.
Am folgenden Tag eskalierte die Situation, da sich die schwarze Bevölkerung mehrheitlich den Protesten anschloss. Es kam zu Ausschreitungen. Die Stadtbehörde ließ Wasserwerfer und Hunde gegen die Protestierenden einsetzen. Die Pressebilder der Vorfälle entfalteten ihre Wirkung. Präsident John F. Kennedy intervenierte und nach Verhandlungen wurde ein Teil der diskriminierenden Rassentrennungsgesetze der Stadt Birmingham im Vorgriff auf den Civil Rights Act of 1964 aufgehoben.
Die Vorkommnisse werden durch kommentierte Archivbilder, nachgestellte Szenen und Zeitzeugen, die über ihre damaligen Eindrücke sprechen, vermittelt.

## Hintergrund
Mighty Times: The Children’s March wurde von der Produktionsfirma Tell the Truth Pictures in Kooperation mit der HBO Family und dem Southern Poverty Law Center produziert. Veröffentlicht wurde der Dokumentarfilm vom Southern Poverty Law Center im Rahmen ihres Projekts Teaching Tolerance, das US-amerikanischen Bildungseinrichtungen Lehrmaterialien zur Verfügung stellt. Die Fernsehpremiere fand auf einem Sender der HBO im Jahr 2005 statt.
Der Film löste nach dem Oscargewinn eine Debatte aus, inwieweit nachgestellte Szenen einen Dokumentarfilm inhaltlich verfälschen. Anstoß war der Beschwerdebrief des Produzenten eines ebenfalls nominierten Dokumentar-Kurzfilms an die Academy of Motion Picture Arts and Sciences. Eine Prüfung ergab, dass ungefähr 50 % des Films aus nachgestellten Szenen, die aufgrund der Kameratechnik und der Requisiten nicht vom verwendeten Archivmaterial unterscheidbar sind, besteht. Zudem enthält Mighty Times nicht nur Archivmaterial aus Birmingham, sondern auch von anderen Schauplätzen der Rassenunruhen. Die Academy of Motion Picture Arts and Sciences sah sich daraufhin veranlasst, die Kriterien für Dokumentarfilme innerhalb des Oscar-Wettbewerbs zu überarbeiten.